# ФК Пореч
ФК Пореч је фудбалски клуб из Доњег Милановца, Србија. Клуб је 1932. године основала група спортиста и ентузијаста предвођена Љубишом Ђорђевићем, међу којима су још били и Сретен Вучковић, Радомир Зековић Чичко, Сава Ђорђевић, Бора Ломбауер и Љубомир Д. Вукотић.
Клуб је добио име по некадашњем називу Доњег Милановца, као и истоименом острву у близини.
Боје клуба су плава и бела.
ФК Пореч игра на стадиону Лепенски Вир.

## Историја

### Настанак
Као и у многим српским срединама, фудбал је у Доњи Милановац дошао са француским војницима приликом ослобођења у Првом светском рату. Свој врхунац, љубитељи фудбала доживљавају 1932, године. Наиме, 1929. године за начелника Поречког среза долази дипломирани правник, белогардејац Леонид Чудновски а са њим и препород Пореча. Чудновски оснива Соколско друшво Поречког среза, постаје његов начелник а у склопу активности друштва 1932. година оснива се и Спорт клуб "Пореч". Одмах по оснивању клуба, доњомилановачки трговац грчког порекла, Тоша Паранос, донео је прву праву фудбалску лопту, марке "Данлоп", и комплетну опрему.

### Игралиште
Прво игралиште било је смештено испод брда у делу где је било вашариште у старом Доњем Милановцу, потопљеном током изградње хидроелектране Ђердап I. Две деценије касније, 1953. године, направљено је ново игралиште уз обалу Дунава, са клупским просторијама, чиме је Пореч постао први клуб са клупским просторијама у Лиги подручја Зајечар. Са пресељењем Доњег Милановца године 1970, Пореч добио ново игралиште. Реч је било о градском стадиону, са свлачионицама и клупским просторијама, који се налазио у горњем делу новосагређене вароши. На овом стадиону Пореч је играо до 1990. године када се сели на своје садашње игралиште, стадион Лепенски Вир. Нови стадион поседује атлетску стазу, јаму од песка за тренинг голмана, три помоћна игралишта и рефлекторе. Власник стадиона је хотел Лепенски Вир.

## Амблем
Садашњи амблем Пореч је добио 1982. године. Реч је о креацији Ратка Тодоровића, некадашњег наставника ликовне културе из Доњег Милановца. Амблем је златне боје, са црвеном, у горњем делу, и плавом бојом која симболизује географски положај Дунава у Ђердапу, док се фудбалска лопта, као симбол овога спорта, налази на месту на коме се налази Доњи Милановац.

## Химна
Музичка панк-рок група из Бачког Петровца Lude Krawe творац је званичне химне клуба под називом Напред ФК Пореч.

## Навијачи
Навијачи и играчи клуба, кao и Доњомилановчани уосталом, често се називају Гргечи. Међутим, 1991. основана је и група навијача под називом Плави Монструми.

## Највећи ривал
Ривалство између Пореча и РФК Мајданпека почело је оснивањем мајданпечког клуба 1934. године. Ово ривалство може се поделити у два периода, први од 1934. до 1965. године, и други од 1966. до данас. Први период заснован је искључиво на спортском надметању са најближим суседом. Други период, пак, заснован је и на чињеници да је укинута општина Доњи Милановац, са седиштем у истоменом градском насељу, у целости припојена општини Мајданпек. Ривалство аласа и рудара донело је и надимке који су се потом проширили на мештане обе вароши. Доњомилановчани су Мајданпечанима наденули назив Буфани, по једном од досељених народа у Мајданпек, док су Мајданпечани Доњомилановчане крстили именом Гргечи, по не квалитетној бодљикавој риби.